# حمامة زرقاء في السحب
حمامة زرقاء في السحب هي رواية للروائي السوري حنا مينه، تتألف من 26 فصل، صدرت الطبعة الأولى سنة 1988.

## الشخصيات

### شخصيات أساسية
جهاد، رنا، ليديا

### شخصيات ثانوية
الطبيب، مساعد الطبيب، كبير الأطباء، الممرضة، رئيسة الممرضات، المريض الفلسطيني، زوجة المريض، شقيق المريض، ابن المريض، والدة ليديا، الأم، أشقاء رنا، ليلى، السائق، العمة فضيلة.

## الحبكة
تتحدث عن قصة الفتاة المريضة «رنا» ووالدها «جهاد» الذي يسافر بها إلى لندن ليعالجها من ورم أصابها في النخاع الشوكي. يلتقي بالمستشفى بشاب فلسطيني يدعى «إبراهيم» المصاب السرطان وزوجته، وبفتاة قادمة من فرنسا اسمها «ليديا» ووالدتها المريضة. تتتابع الأحداث في لندن بالمستشفى، وهناك فشل علاج رنا وعَلِم جهاد بأن الورم سيستمر بالتوسع معلنًا وفاتها بعد مدة بسبب انتشاره، وتبدأ معاناة الوالد في إخفاء الحقيقة عن ابنته بإنها مريضة. ثم تأتي النهاية برجوع جهاد إلى بلده سوريا، وتبقى حقيقة المرض خافية عن الفتاة، معلنة أمام الأهل، حتى تختم بموت رنا.
جرت أحداث الرواية عبر الحوار والسرد ولكن السرد كان الأغلب فيها.

## الموضوع
تسلط الرواية الضوء على معاناة مرضى السرطان.